# Liubîn, Zaricine
Liubîn (în ucraineană Любинь) este un sat în comuna Kutîn din raionul Zaricine, regiunea Rivne, Ucraina.

## Demografie
Componența lingvistică a localității Liubîn
     Ucraineană (100%)
Conform recensământului din 2001, toată populația localității Liubîn era vorbitoare de ucraineană (100%).